# Nawar Hilmi
Nawar Hilmi, född 1933, var en irakisk politiker (Baathpartiet) och lärare. 
Nawar Hilmi var lärare och blev tidigt medlem i Baathpartiet. Hon blev en av grundarna och 1970-1973 ordförande i General Federation of Iraqi Women.  Hon blev en av de första kvinnliga medlemmarna av Iraks parlament sedan kvinnorna fått rösträtt 1980, och satt i underhuset under två mandatperioder 1980-1988.